# Chiesa dei Santi Felice e Fortunato (Reana del Rojale)
La chiesa dei Santi Felice e Fortunato è la parrocchiale di Reana del Rojale, in provincia ed arcidiocesi di Udine; fa parte della forania della Pedemontana.
Si tratta del più antico edificio del comune, risalente al 1431, dove il nome del costruttore, maestro Nicolò, e la data di inizio costruzione sono murati sulla facciata.

## Storia
La primitiva chiesa di Reana fu costruita nel 1115 circa; era una modesta cappella dedicata ai martiri aquileiesi Felice e Fortunato. Oggi di quella cappella non rimane alcuna traccia.
Nel 1341 fu innalzata la seconda chiesa sullo stesso luogo dell'antica cappella. La chiesa dipendeva dalla pieve di Tricesimo. Verso la metà del 1400 questa chiesa divenne troppo piccola a causa dell'aumento della popolazione, così l'11 aprile 1461 fu dato l'incarico al maestro Brusino, muratore in Udine, di costruire una cappella dietro l'altare maggiore della chiesa, con la condizione che questa fosse quadrata. Nel 1568 la chiesa di Reana fu eretta a chiesa parrocchiale.
L'ingrandimento della chiesa, che la portò alla struttura che vediamo oggi, avvenne nel corso del XVIII secolo. I lavori iniziarono nell'anno 1744 sotto il parroco Cudicio e proseguirono probabilmente sotto il parroco De Campo. Pochi documenti esistono a questo proposito. L'attuale chiesa fu consacrata il 29 dicembre del 1923 dall'arcivescovo Antonio Anastasio Rossi.
La costruzione della sacrestia risale al 1927, cioè all'epoca dell'ampliamento dell'attuale chiesa. Negli anni 1933 e 1934 si provvide alla decorazione della chiesa che fu affidata ad Ubaldo Toso di Tarcento. Nel 1938 la ditta Del Fabbro di Reana realizzò la facciata della chiesa.
Il campanile è ciò che rimane di un'antica torre di osservazione. A seguito del terremoto del 1976, al campanile fu tolta la sovrastruttura del 1884, abbassandolo fino alla cella campanaria. La chiesa tornò agibile nel 1980.

## Interno
La chiesa di Reana, dedicata ai Santi Felice e Fortunato e ha una forma rettangolare. Ha un'unica navata con qualche rientranza laterale dove si trovano alcune statue come quella della Madonna Assunta in mezzo agli Angeli. Ogni 15 agosto questa statua viene portata in processione per le vie di Reana.
In fondo alla navata, rialzato di tre gradini, si trova il presbiterio al cui centro è collocato l'altare fatto in legno di quercia, con incisioni che rappresentano contadini che lavorano nei campi. All'interno nel vecchio coro è presente un ciclo di affreschi risalenti al 1481. Lungo le pareti vi sono alcuni quadri che rappresentano la Via Crucis.